# Никольский, Борис Иванович
Борис Иванович Никольский (1894 — 30 мая 1962, Москва) — советский театральный режиссёр, заслуженный артист РСФСР (1949).

## Биография
Осенью 1935 года в качестве директора и художественного руководителя был направлен в Магнитогорский ТРАМ.

## Признание и награды
- орден Трудового Красного Знамени (26.10.1949)
- Заслуженный артист РСФСР (26.10.1949)

## Постановки в театре

### Малый театр
- 1932 — «Цвета защиты». Комедия в 4 д. Б. Б. Зорич. Совместно с Н. Д. Медведевым
- 1932 — «Мстислав Удалой». Пьеса в 4 д. О. Л. Прута. Совместно с Н. Ф. Костромским
- 1935 — «Последняя бабушка из Семигорья» И. В. Евдокимова. Совместно с Н. Ф. Костромским
- 1941 — «Правда — хорошо, а счастье лучше» А. Н. Островского
- 1944 — «Волки и овцы» А. Н. Островского. Постановка П. М. Садовского
- 1945 — «Иван Грозный» А. Н. Толстого. Совместно с П. М. Садовским, и К. А. Зубовым
- 1946 — «Бедность не порок» А. Н. Островского
- 1948 — «Бесприданница» А. Н. Островского. Постановка К. А. Зубова. Режиссёры Л. М. Прозоровский и Б. И. Никольский
- 1951 — «На всякого мудреца довольно простоты» А. Н. Островского. Постановка П. М. Садовского